# Jagdschiff
Als Jagdschiff wurde früher in der Flussschifffahrt ein Schiff zur Beförderung eiliger Güter bezeichnet. Nach dem Wiener Kongress gab es einen Entwurf zur Regelung der Rheinschifffahrt vom 24. März 1815 in dem geregelt war, dass Jagdschiffe immer bereit liegen mussten zur Fahrt zwischen Bremen und Hann. Münden. Während alle anderen Schiffer bei Strafandrohung verpflichtet waren, einem verunglückten Schiff zu helfen, durfte ein Schiff auf Jagdfahrt höchstens sechs Stunden lang Hilfe leisten.
Später wurden U-Jagd-Boote auch als U-Jagdschiffe bezeichnet.